# Eric Simonson
Eric Landon Simonson (Ausztrália, Brighton, 1894. január 24. – ?) az Ausztrál Légierő egyik ászpilótája volt. Első világháborús szolgálata során 5 igazolt légi győzelmet szerzett.

## Élete

### Ifjúkora
Eric Simonson 1894-ben született Ausztráliában.
Mérnöknek tanult. 

### Katonai szolgálata
Felsőfokú tanulmányainak elvégzése után, 1915-ben Európába került, s gyalogosként harcolt a Nyugati fronton. 1917-ben csatlakozott az ausztrál légierőhöz, s a 2. ausztrál repülőszázad pilótája lett.
Néhány bevetés után, 1918. szeptember 24-én szerezte meg első légi győzelmét, mikor is egy Fokker D.VII és egy Pfalz D.XII-es német repülőgépet lőtt le. S.E.5a típusú repülőgépével 1918. október 28-án szerzett ismét győzelmet Lessines légterében, egy Fokker D.VII-es lelövésével. Negyedik légi győzelmét már két napra rá, október 30-án megszerezte. Az ászpilóta minősítést végül november 4-én szerezte meg, ezúttal is egy Fokker lelövésével.
A háborút végigszolgálta, azonban több légi győzelmet már nem szerzett.

### Légi győzelmei
| Sorszám | Dátum                | Egység          | Ellenfél     |
| ------- | -------------------- | --------------- | ------------ |
| 1       | 1918. szeptember 24. | 2. repülőszázad | Fokker D.VII |
| 2       | 1918. szeptember 24. | 2. repülőszázad | Pfalz D.XII  |
| 3       | 1918. október 28.    | 2. repülőszázad | Fokker D.VII |
| 4       | 1918. október 30.    | 2. repülőszázad | Fokker D.VII |
| 5       | 1918. november 4.    | 2. repülőszázad | Fokker D.VII |

### További élete
További életéről a forrás nem tesz említést.

## Lásd még
- Ausztrália
- Első világháború